# جاده ئی۸۷ اروپا

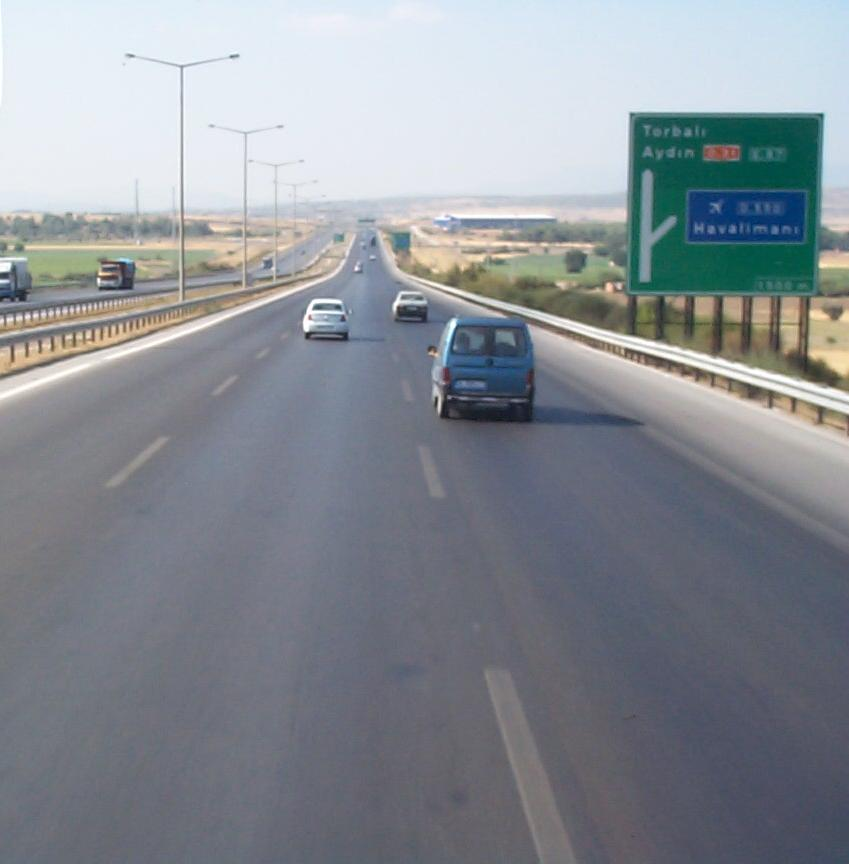
جاده ئی۸۷ اروپا در ترکیه

جاده ئی۸۷ اروپا (به انگلیسی: European route E87) یکی از جاده‌های اصلی قاره اروپا است.
این جاده که از شهر اودسا (اوکراین) شروع شده، در شهر آنتالیا (ترکیه) به پایان می‌رسد.